# Haart
Pour l’article homonyme, voir Julia Haart.
Haart est une localité des Pays-Bas située dans la commune néerlandaise d’Aalten, dans la province de Gueldre.